# دستفروش آبی
دستفروش آبی (نام علمی: Polyommatus thersites) گونه‌ای پروانه است که در تیره پرنیان‌بالان قرار دارد. لارو پروانه از اسپرسها تغذیه می‌کند. زیستگاه این حشره اروپا، مراکش، لبنان، آناتولی، ایران و تیان شان می‌باشد.